# 巴雷希夫卡區

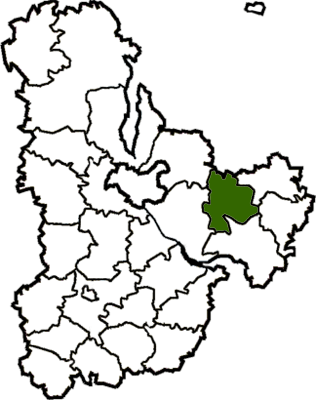
废除前巴雷希夫卡區在基辅州的位置

44°30′0.15″N 33°36′0.12″E / 44.5000417°N 33.6000333°E
巴雷希夫卡區（烏克蘭語：Баришівський район）曾是烏克蘭基輔州的一個區，首府設於巴雷希夫卡，原面積957.6平方公里，2020年人口数量约为34,577人。该区在2020年7月18日的乌克兰行政区划改革中被撤销，改革后基辅州下分为7个区。